# Джаласі
Джала́сі (англ. Jalasi) — традиційна громада у складі дистрикту Мангочі Південного регіону Малаві.
Населення — 102879 осіб (2018).